# تی‌بی
تی‌بی (به انگلیسی: Tebay) یک روستا و محله مدنی در بریتانیا است که در منطقه ادن واقع شده‌است. تی‌بی ۷۷۶ نفر جمعیت دارد.